# Mickey Shaughnessy
Mickey Shaughnessy (New York City, 5 agosto 1920 – Cape May Court House, 23 luglio 1985) è stato un attore statunitense.

## Filmografia parziale

### Cinema
- Vivere insieme (The Marrying Kind), regia di George Cukor (1952)
- Nuvola nera (Last of the Comanches), regia di André De Toth (1953)
- Da qui all'eternità (From Here to Eternity), regia di Fred Zinnemann (1953)
- La conquista dello spazio (Conquest of the Space), regia di Byron Haskin (1955)
- La donna del destino (Designing Woman), regia di Vincente Minnelli (1957)
- Lo scassinatore (The Burglar), regia di Paul Wendkos (1957)
- I bassifondi del porto (Slaughter on Tenth Avenue), regia di Arnold Laven (1957)
- Quattro donne aspettano (Until They Sail), regia di Robert Wise (1957)
- Il delinquente del rock and roll (Jailhouse Rock), regia di Richard Thorpe (1957)
- Alla larga dal mare (Don't Go Near the Water), regia di Charles Walters (1957)
- La legge del più forte (The Sheepman), regia di George Marshall (1958)
- Il sentiero della violenza (Gunman's Walk), regia di Phil Karlson (1958)
- Come svaligiare una banca (A Nice Little Bank That Should Be Robbed), regia di Henry Levin (1958)
- Il boia (The Hangman), regia di Michael Curtiz (1959)
- C'era una volta un piccolo naviglio (Don't Give Up the Ship), regia di Norman Taurog (1959)
- Sull'orlo dell'abisso (Edge of Eternity), regia di Don Siegel (1959)
- Le avventure di Huck Finn (The Adventures of Huckleberry Finn), regia di Michael Curtiz (1960)
- Pugni, pupe e pepite (North to Alaska), regia di Henry Hathaway (1960)
- Dondi, regia di Albert Zugsmith (1961)
- Il padrone di New York (King of the Roaring 20's: The Story of Arnold Rothstein), regia di Joseph M. Newman (1961)
- Angeli con la pistola (Pocketful Of Miracles), regia di Frank Capra (1961)
- La conquista del West (How the West Was Won), regia di John Ford, Henry Hathaway e George Marshall (1962)
- I guai di papà (A Global Affair), regia di Jack Arnold (1964)
- Madame P... e le sue ragazze (A House Is Not a Home), regia di Russell Rouse (1964)
- L'incredibile furto di Mr. Girasole (Never a Dull Moment), regia di Jerry Paris (1968)
- Boatniks - I marinai della domenica (The Boatniks), regia di Norman Tokar (1970)

### Televisione
- Maverick – serie TV, episodio 5x07 (1962)
- Il virginiano (The Virginian) – serie TV, episodio 1x06 (1962)
- Going My Way – serie TV, episodio 1x19 (1963)
- La leggenda di Jesse James (The Legend of Jesse James) – serie TV, 1 episodio (1966)
- I giorni di Bryan (Run for Your Life) – serie TV, episodio 2x21 (1967)
- The Outsider – serie TV, episodio 1x26 (1969)
- Gli orsacchiotti di Chicago (The Chicago Teddy Bears) – serie TV, 11 episodi (1971)

## Doppiatori italiani
- Carlo Romano in Da qui all'eternità, La donna del destino, Il delinquente del rock and roll, Alla larga dal mare, La legge del più forte, Il boia, Pugni, pupe e pepite, Quattro donne aspettano, I bassifondi del porto, Come svaligiare una banca
- Vinicio Sofia in Il sentiero della violenza, C'era una volta un piccolo naviglio, L'incredibile furto di Mr. Girasole
- Ferruccio Amendola in Sull'orlo dell'abisso, Angeli con la pistola
- Nino Camarda in Vivere insieme
- Giorgio Capecchi in Nuvola nera
- Manlio Guardabassi in Le avventure di Huck Finn
- Giancarlo Padoan in La conquista dello spazio (ridoppiaggio)